# Национальная баптистская конвенция
Национальная баптистская конвенция (англ. National Baptist Convention) — одно из крупнейших в США объединений баптистов, объединяющих в основном афроамериканцев. По данным на 2007 год насчитывает 5 000 000 последователей.

## История
С начала появления в США рабства стали возникать миссии, которые были направлены на обращение чернокожих рабов в результате чего начали появляться первые общины чернокожих баптистов. Со временем они стали становиться независимыми от общин белых баптистов. Предпринимались попытки объединить их в различные сообщества. Так в 1834 году чернокожие баптисты в Огайо образовали Providence Baptist Association, а в 1838 году в Иллинойсе была образована Wood River Baptist Association. Начиная с 1840 года объединение чернокожих баптистов стало выходить за пределы одного штата. Баптисты Нью-Йорка и Среднеатлантических штатов образовали Американскую Баптистскую Миссионерскую Конвенцию.
В результате различных процессов объединения в 1880 году в г. Монтгомери, штата Алабама собралось около 150 чернокожих служителей и была образована Баптистская конвенция иностранной миссии. 24 сентября 1895 года к конвенции присоединилось ещё два объединения баптистов и образовалась Национальная Баптистская Конвенция США.

## Современность
В феврале 1998 года действующий президент Конвенции Генри Лайон был обвинён в воровстве и рэкете. Летом ему было предъявлено официальное обвинение. В 1999 году он был приговорён в общей сложности к 5 годам заключения. В 2003 году он был отпущен на условиях испытательного срока. В 2004 он был выбран пастором одной из баптистских церквей в Тампе, Флорида.